# Den sorte Domino (film)
|  | For andre betydninger, se Den sorte Domino |
Den sorte Domino er en dansk er en dansk stum dramafilm fra 1910 produceret af Nordisk Films Kompagni. Filmens instruktør er ukendt.

## Handling
En ung mand rager uklar med sin ven, da han begramser dennes kone og samtidigt viser sig at være en gemen tyv. Da de mødes igen flere år senere, er skurken blevet medlem af forbryderbanden ’Den sorte Domino’. Ved et gement trick skaffer skurken sig adgang til sine gamle venners villa og foregiver at ville forsone sig med dem, mens hans hætte-, kappe- og maskeklædte kumpaner gør klar til at kidnappe manden, så snart han træder ud ad døren.
Filmens handling er noget uklar, da den kun indeholder en enkelt mellemtekst. Der er heller ikke bevaret et filmprogram, som ellers ville kunne afsløre den fulde handling.

## Medvirkende
- Einar Zangenberg, detektiven
- Agnes Nørlund
- Otto Lagoni
- Paul Welander
- Victor Fabian
- Franz Skondrup

## Referener
1. ↑  Denne beskrivelse stammer fra Det Danske Filminstituts Filmdatabase.